# Субанов, Мырзакан Усурканович
Мырзакан Усурканович Субанов (род. 15 октября 1944, Таш-Тюбе) — советский и киргизский военный, генерал-полковник (1995), министр обороны Кыргызстана (1993—1999), депутат Жогорку Кенеша II созыва (2000—2005).

## Биография
Мырзакан Субанов родился 15 октября 1944 года в селе Таш-Тюбе Таласской области Киргизской ССР, мать — русская, а отец — киргиз, специалист лесного хозяйства. Младший брат Темиркан также дослужился до генерала.
В 1966 году окончил с отличием Ташкентское высшее общевойсковое командное училище имени Ленина.
После окончания училища в 1966—1968 годах был секретарём комитета ВЛКСМ 221-го отдельного мотострелкового батальона, командиром мотострелкового взвода 186-го гвардейского мотострелкового полка 8-й гвардейской мотострелковой дивизии имени И. В. Панфилова в селе Кой-Таш, Туркестанский военный округ.
В 1968—1974 годах командовал мотострелковой ротой в городе Аягуз, был начальником штаба, командовал мотострелковым батальоном 155-й мотострелковой дивизии в Усть-Каменогорске, Среднеазиатский военный округ.
В 1977 году окончил Военную академию имени Фрунзе в Москве.
В 1977—1982 годах командовал 166-м гвардейским мотострелковым полком 30-й гвардейской мотострелковой дивизии в городе Комарно, был заместителем командира 48-й мотострелковой Ропшинской дивизии имени Калинина в городе Високе-Мито, Центральная группа войск, Чехословакия.
В 1981 году, будучи командиром полка, награждён орденом «За службу Родине в Вооружённых Cилах СССР» III степени.
В 1984 году окончил Военную академию Генерального штаба ВС СССР имени Ворошилова в Москве.
В 1984—1987 годах командовал 1-й гвардейской мотострелковой дивизией в Калининграде, Прибалтийский военный округ.
В 1986 году был избран делегатом XXVII съезда КПСС от Калининградской партийной организации.
С 1987 по 1989 год был советником командира 3-го армейского корпуса ВС ДРА в городе Гардез, Афганистан.
В 1989—1991 годах командовал 30-м гвардейским армейским корпусом в Выборге, Ленинградский военный округ. В ноябре 1989 года ему присвоено воинское звание «генерал-майор». Получил медаль «Ветеран Вооружённых Сил СССР».
В 1991—1992 годах был первым заместителем начальника штаба Туркестанского военного округа в Ташкенте.
В 1992—1993 годах — первый заместитель председателя, начальник штаба Государственного комитета Кыргызстана по делам обороны. В июле 1993 года назначен председателем Государственного комитета Кыргызстана по делам обороны.
С 1993 по 1999 год Субанов был министром обороны Кыргызстана. В декабре 1993 года ему было присвоено воинское звание «генерал-лейтенант», а в декабре 1995 года — повышен до генерал-полковника.  24 августа 1999 года он был освобождён от должности после инцидента, когда узбекские исламисты вторглись в Кыргызстан, заняли приграничные сёла и захватили заложников. Пресс-секретарь Каныбек Иманалиев назвал причиной уходи Субанова неспособность стабилизировать ситуацию.
В 2000 году был избран депутатом Жогорку Кенеша Кыргызстана второго созыва, руководил комитетом по делам обороны Законодательного собрания парламента. В марте 2005 года был назначен полномочным представителем Президента Кыргызстана в парламенте.
В 2005—2006 годах был председателем Пограничной службы Кыргызстана, первым заместителем председателя Службы национальной безопасности Кыргызстана — командовал пограничными войсками.
В 2006—2009 годах входил в состав Постоянного комитета по вопросам обороны, безопасности и правопорядка Межпарламентской ассамблеи СНГ. Является почётным членом Совета министров обороны стран СНГ и Совета командующих Пограничными войсками стран СНГ.
В 2007 году был назначен директором Исполнительного комитета Региональной антитеррористической структуры Шанхайской организации сотрудничества, Ташкент, пробыл в должности два года.
В мае 2011 года стал председателем Совета ветеранов Министерства обороны Кыргызстана.
Имеет ученую степень кандидата политических наук и учёное звание профессора. Академик Российской академии по проблемам безопасности, обороны и правопорядка. Автор более 50 научных работ и учебных пособий.

## Семья
Супруга — Субанова Светлана Габитовна, воспитал двоих сыновей.

## Награды
- Орден «Манас» III степени (30 декабря 2021 года) — за существенный вклад в развитие социально-экономического, интеллектуального и культурного потенциала Кыргызской Республики, а также большие достижения в профессиональной деятельности[7][8].
- Орден Дружбы (25 июля 2006 года, Россия) — за большой вклад в укрепление дружбы и сотрудничества между Российской Федерацией и Киргизской Республикой[9].
- Орден «За службу Родине в Вооружённых Силах СССР» III степени (1981 год).
- Медаль «Ветеран Вооружённых Cил Киргизской Республики».
- Два ордена Красной Звезды.
- Орден «Звезда» III степени (Афганистан).
- Медаль «Воину-интернационалисту от благодарного афганского народа» (Афганистан).
- Нагрудный знак «Воину-интернационалисту».
- За всю карьеру в Вооружённых силах СССР и Кыргызстана награждён пятью орденами и рядом медалей.
- Почётная грамота Кыргызской Республики (27 октября 1995 года) — за заслуги в укреплении обороноспособности республики[10].
- Грамота Президиума Верховного Совета СССР — за успешное выполнение задания по оказанию интернациональной помощи.
- Почётная грамота Межпарламентской ассамблеи стран СНГ — за активное участие в работе комитета.
- Почётный гражданин Бишкека (2004 год) — за особые заслуги в деле военно-патриотического воспитания подрастающего поколения и граждан Кыргызстана.